# Il tesoro di Pancho Villa
Il tesoro di Pancho Villa (The Treasure of Pancho Villa) è un film western statunitense del 1955 girato da George Sherman.

## Trama
1915, Messico (anche luogo reale delle riprese), il governo sta lottando ferocemente contro i ribelli capeggiati da Pancho Villa e questi punta ad un treno carico di oro del governo che sta correndo lungo i binari. Impadronirsene è vitale ed affida il compito al fidato Juan Castro cui si affiancheranno, fra gli altri, un mercenario americano munito di mitragliatore e un portatore, Pablo. L'impresa riesce, ma il giovane Pablo insieme a dei complici cerca di rubare l'oro, scoperto viene cacciato insieme ai suoi compari, questi però non è l'unico cui fa gola il carico, anche Tom, l'americano,  vorrebbe prenderlo e si ferma solo all'ultimo quando vengono attaccati dai soldati informati da Pablo del furto. Tom, Juan Castro e i compagni tentano di combattere per conservare il bottino e la vita, ma ben presto il giovane di Villa viene ucciso e il mercenario si ritrova solo contro l'esercito...